# Корнехо, Венди
Венди Габриэла Корнехо Альяга (исп. Wendy Gabriela Cornejo Aliaga; род. 7 января 1993, Ла-Пас) — боливийская легкоатлетка, специалистка по спортивной ходьбе. Выступала на профессиональном уровне в 2008—2016 годах, победительница и призёрка ряда крупных международных стартов, участница летних Олимпийских игр в Рио-де-Жанейро.

## Биография
Венди Корнехо родилась 7 января 1993 года в городе Ла-Пас, Боливия.
Впервые заявила о себе в лёгкой атлетике на международном уровне в сезоне 2008 года, когда вошла в состав боливийской сборной и выступила на юношеском южноафриканском первенстве в Куэнеке, где выиграла бронзовую медаль в зачёте ходьбы на 5 км. Позднее на юношеском чемпионате Южной Америки в Лиме стала серебряной призёркой в ходьбе на 5000 метров.
В 2009 году выиграла юниорские чемпионаты Боливии в дисциплинах 10 км и 10 000 метров, в дисциплине 5000 метров заняла 15-е место на юношеском мировом первенстве в Брессаноне.
В 2010 году на дистанции 10 км превзошла всех соперниц на юниорских чемпионате Боливии и на чемпионате Южной Америки в Кочабамбе, показала 18-й результат среди юниорок на Кубке мира по спортивной ходьбе в Чиуауа.
В 2011 году в юниорах была пятой на Панамериканском кубке в Энвигадо и третьей на южноамериканском первенстве в Медельине.
В 2012 году взяла бронзу на юниорском чемпионате Южной Америки в Салинасе, заняла 13-е место на юниорском мировом первенстве в Барселоне, получила серебро на молодёжном панамериканском первенстве в Сан-Паулу.
В 2013 году одержала победу на взрослом чемпионате Боливии в Кочабамбе в дисциплине 20 000 метров, стала бронзовой призёркой на чемпионате Южной Америки в Картахене, финишировала четвёртой на Панамериканском кубке в Гватемале, показала 42-й результат на чемпионате мира в Москве.
В 2014 году завоевала бронзовую награду на домашнем чемпионате Южной Америки в Кочабамбе, сошла с дистанции на Кубке мира в Тайцане, отметилась выступлением на Южноамериканских играх в Сантьяго, победила на молодёжном южноамериканском первенстве в Монтевидео.
В 2015 году в ходьбе на 20 км финишировала седьмой на Панамериканском кубке в Арике, девятой на Панамериканских играх в Торонто, 22-й на чемпионате мира в Пекине.
В 2016 году выиграла бронзовую медаль на чемпионате Южной Америки в Гуаякиле, заняла 27-е место на командном чемпионате мира в Риме, установив при этом свой личный рекорд в 20-километровой дисциплине — 1:33:15. Выполнив олимпийский квалификационный норматив (1:36:00), удостоилась права защищать честь страны на летних Олимпийских играх в Рио-де-Жанейро — здесь в программе 20 км показала время 1:35:17, расположившись в итоговом протоколе соревнований на 31-й строке. По окончании Олимпиады в Рио завершила спортивную карьеру.